# Thegchog Dorje
| Tibetische Bezeichnung                    |
| ----------------------------------------- |
| Tibetische Schrift: ཐེག་མཆོག་རྡོ་རྗེ་           |
| Wylie-Transliteration: theg mchog rdo rje |

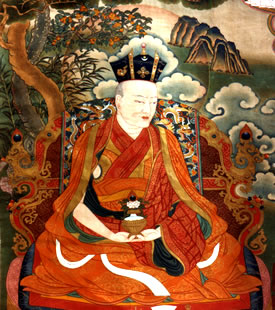
Thegchog Dorje

Thegchog Dorje (tib.: theg mchog rdo rje; * 1798/99 in Kham; † 1868/69) war der 14. Karmapa der Karma-Kagyü-Schule des tibetischen Buddhismus.

## Leben
Der 14. Karmapa Thegchog Dorje wurde vom 8. Gyelwang Drugpa Künsig Chökyi Nangwa (1768–1822), dem Besitzer des von Düdul Dorje hinterlassenen Briefs mit der Vorhersage über seine nächste Geburt, anerkannt. Er wurde später vom 9. Tai Situpa Pema Nyinche Wangpo (1774–1853) inthronisiert. Künsig Chökyi Nangwa und Pema Nyinche Wangpo unterrichteten ihn.
Thegchog Dorje war ein begabter Dichter, mochte philosophische Debatten und beteiligte sich an der Rime-Bewegung. Viele bekannte Schüler des tibetischen Buddhismus (Vajrayana) hatten zur Zeit des Tegchog Dorje großes Interesse an einem Austausch ihrer jeweiligen Traditionen. Zu seinen bekanntesten Schülern zählten Kongtrül Lodrö Thaye und der Schatzfinder Choggyur Lingpa (1829–1870), von dem er auch Tantras der Nyingmapa erhielt.
Choggyur Lingpa hatte auch wichtige Visionen von zukünftigen Karmapas, bis zum einundzwanzigsten. Diese Visionen wurden in einem Thangka dokumentiert. Spiritueller Erbe des 14. Karmapa wurde Kongtrül Lodrö Thaye. Thegchog Dorje gab in weiten Teilen Tibets Belehrungen und anerkannte den 10. Tai Situpa Pema Künsang Chögyel (1854–1885). Er starb im Alter von 71 Jahren und hinterließ einen Brief mit Vorhersagen über seine nächste Geburt. Kongtrül Lodrö Thaye war nun Haupt-Linienhalter der Karma-Kagyü.